# Danh sách cầu thủ tham dự giải vô địch bóng đá U-17 Nam Mỹ 2007

## Bảng A

### Brasil
Huấn luyện viên:  Edgar Pereira
| Số | Vt | Cầu thủ          | Ngày sinh (tuổi)           | Số trận | Câu lạc bộ          |
| -- | -- | ---------------- | -------------------------- | ------- | ------------------- |
| 1  | TM | Marcelo Carné    | 6 tháng 2, 1990 (17 tuổi)  |         | Flamengo            |
| 2  | HV | Rafael           | 9 tháng 7, 1990 (16 tuổi)  |         | Fluminense          |
| 3  | HV | Michel Schmoller | 10 tháng 6, 1990 (16 tuổi) |         | Figueirense         |
| 4  | HV | Átila            | 11 tháng 4, 1990 (16 tuổi) |         | Corinthians         |
| 5  | TV | Fellipe Bastos   | 1 tháng 2, 1990 (17 tuổi)  |         | Botafogo            |
| 6  | HV | Fábio            | 9 tháng 7, 1990 (16 tuổi)  |         | Fluminense          |
| 7  | TV | Bernardo         | 20 tháng 5, 1990 (16 tuổi) |         | Cruzeiro            |
| 8  | TV | Tales            | 20 tháng 1, 1990 (17 tuổi) |         | Internacional       |
| 9  | TĐ | Maicon           | 2 tháng 1, 1990 (17 tuổi)  |         | Fluminense          |
| 10 | TV | Lulinha          | 10 tháng 4, 1990 (16 tuổi) |         | Corinthians         |
| 11 | TV | Alex Teixeira    | 6 tháng 1, 1990 (17 tuổi)  |         | Vasco da Gama       |
| 12 | TM | Leonardo         | 22 tháng 9, 1990 (16 tuổi) |         | São Paulo FC        |
| 13 | HV | Lucas Galdino    | 28 tháng 6, 1990 (16 tuổi) |         | Flamengo            |
| 14 | HV | Rafael Forster   | 23 tháng 7, 1990 (16 tuổi) |         | Internacional       |
| 15 | HV | Raul             | 13 tháng 3, 1990 (16 tuổi) |         | Atlético Paranaense |
| 16 | TV | Bruno Collaço    | 8 tháng 3, 1990 (16 tuổi)  |         | Gremio              |
| 17 | TV | Tiago Dutra      | 17 tháng 9, 1990 (16 tuổi) |         | Gremio              |
| 18 | HV | Giuliano         | 31 tháng 5, 1990 (16 tuổi) |         | Parana Clube        |
| 19 | TĐ | Choco            | 4 tháng 1, 1990 (17 tuổi)  |         | Atlético Paranaense |
| 20 | TĐ | Fabinho          | 17 tháng 3, 1990 (16 tuổi) |         | EC Juventude        |

### Perú
Huấn luyện viên:  Juan José Oré
| Số | Vt | Cầu thủ               | Ngày sinh (tuổi)            | Số trận | Câu lạc bộ                       |
| -- | -- | --------------------- | --------------------------- | ------- | -------------------------------- |
| 1  | TM | Éder Hermoza          | 4 tháng 4, 1990 (16 tuổi)   |         | Alianza Lima                     |
| 2  | HV | Jersi Sócola          | 7 tháng 7, 1990 (16 tuổi)   |         | Alianza Lima                     |
| 3  | HV | Anthony Molina        | 13 tháng 8, 1990 (16 tuổi)  |         | Universidad San Martín de Porres |
| 4  | HV | Joseph Muñoz          | 6 tháng 1, 1990 (17 tuổi)   |         | Esther Grande de Bentin          |
| 5  | HV | Néstor Duarte         | 8 tháng 9, 1990 (16 tuổi)   |         | Academia Deportiva Cantolao      |
| 6  | TV | Bryan Salazar         | 1 tháng 6, 1990 (16 tuổi)   |         | Sporting Cristal                 |
| 7  | TV | Reimond Manco         | 23 tháng 8, 1990 (16 tuổi)  |         | Alianza Lima                     |
| 8  | TV | Carlos Alonso Bazalar | 19 tháng 3, 1990 (16 tuổi)  |         | Cienciano                        |
| 9  | TĐ | Irven Ávila           | 2 tháng 7, 1990 (16 tuổi)   |         | Deportivo Real                   |
| 10 | TV | Daniel Sánchez        | 2 tháng 5, 1990 (16 tuổi)   |         | Sporting Cristal                 |
| 11 | TV | Luis Trujillo         | 27 tháng 12, 1990 (16 tuổi) |         | Alianza Lima                     |
| 12 | TM | Pedro Gallese         | 23 tháng 2, 1990 (17 tuổi)  |         | Universidad San Martín de Porres |
| 13 | HV | Manuel Calderón       | 20 tháng 1, 1990 (17 tuổi)  |         | Deportivo Curibamba              |
| 14 | TV | Erick Coavoy          | 22 tháng 1, 1990 (17 tuổi)  |         | Deportivo Curibamba              |
| 15 | HV | Jairo Hernández       | 2 tháng 3, 1990 (17 tuổi)   |         | Alianza Lima                     |
| 16 | TĐ | Yovic De La Cruz      | 11 tháng 7, 1990 (16 tuổi)  |         | Esther Grande de Bentin          |
| 17 | HV | Juan Zevallos         | 7 tháng 7, 1990 (16 tuổi)   |         | Universitario                    |
| 18 | TV | César Ruiz            | 10 tháng 1, 1990 (17 tuổi)  |         | Sporting Cristal                 |
| 19 | TĐ | Christian La Torre    | 9 tháng 3, 1990 (16 tuổi)   |         | Sport Boys                       |
| 20 | TV | Gary Correa           | 23 tháng 5, 1990 (16 tuổi)  |         | Universitario                    |

## Bảng B

### Argentina
Huấn luyện viên:  Miguel Ángel Tojo
| Số | Vt | Cầu thủ              | Ngày sinh (tuổi)           | Số trận | Câu lạc bộ              |
| -- | -- | -------------------- | -------------------------- | ------- | ----------------------- |
| 1  | TM | Luis Ojeda           | 21 tháng 3, 1990 (16 tuổi) |         | Unión                   |
| 2  | HV | Mateo Musacchio      | 26 tháng 8, 1990 (16 tuổi) |         | River Plate             |
| 3  | HV | Germán Rica          | 29 tháng 1, 1990 (17 tuổi) |         | San Lorenzo             |
| 4  | HV | Damián Martínez      | 31 tháng 1, 1990 (17 tuổi) |         | San Lorenzo             |
| 5  | TV | Fernando Godoy       | 1 tháng 5, 1990 (16 tuổi)  |         | Independiente           |
| 6  | HV | Fernando Meza        | 21 tháng 3, 1990 (16 tuổi) |         | San Lorenzo             |
| 7  | TĐ | Santiago Fernández   | 29 tháng 6, 1990 (16 tuổi) |         | Newell's Old Boys       |
| 8  | TV | Cristian Gaitán      | 15 tháng 1, 1990 (17 tuổi) |         | Estudiantes (LP)        |
| 9  | TĐ | Nicolás Mazzola      | 28 tháng 1, 1990 (17 tuổi) |         | Independiente           |
| 10 | TV | Brian Sarmiento      | 22 tháng 4, 1990 (16 tuổi) |         | Estudiantes (LP)        |
| 11 | TV | Juan Sánchez Miño    | 1 tháng 1, 1990 (17 tuổi)  |         | Boca Juniors            |
| 12 | TM | Federico Nicosia     | 5 tháng 2, 1990 (17 tuổi)  |         | Rosario Central         |
| 13 | HV | Leandro Basterrechea | 9 tháng 4, 1990 (16 tuổi)  |         | Gimnasia y Esgrima (LP) |
| 14 | HV | Alexis Machuca       | 10 tháng 5, 1990 (16 tuổi) |         | Newell's Old Boys       |
| 15 | TĐ | Matías Quintana      | 16 tháng 2, 1990 (17 tuổi) |         | Quilmes                 |
| 16 | TV | Guido Pizarro        | 26 tháng 2, 1990 (17 tuổi) |         | Lanús                   |
| 17 | TĐ | Eduardo Salvio       | 13 tháng 7, 1990 (16 tuổi) |         | Lanús                   |
| 18 | TĐ | Federico Laurito     | 18 tháng 5, 1990 (16 tuổi) |         | Udinese                 |
| 19 | TV | Roberto Vissio       | 11 tháng 3, 1990 (16 tuổi) |         | Independiente           |
| 20 | TV | Franco Zuculini      | 5 tháng 9, 1990 (16 tuổi)  |         | Racing Club             |

### Colombia
Huấn luyện viên:  Eduardo Lara
| Số | Vt | Cầu thủ                    | Ngày sinh (tuổi)           | Số trận | Câu lạc bộ               |
| -- | -- | -------------------------- | -------------------------- | ------- | ------------------------ |
| 1  | TM | Mauricio Reyes             | 22 tháng 2, 1990 (17 tuổi) |         | Santa Fe                 |
| 2  | HV | Ricardo Chará              | 24 tháng 5, 1990 (16 tuổi) |         | Centauros Villavicencio  |
| 3  | HV | Edward Zea                 | 19 tháng 1, 1990 (17 tuổi) |         | Deportes Quindío         |
| 4  | TV | Jhonatan Segura            | 9 tháng 7, 1990 (16 tuổi)  |         | Academia F.C.            |
| 5  | HV | Cristian Javier Quiñonez   | 11 tháng 3, 1991 (15 tuổi) |         | Independiente Santa Fe   |
| 6  | TV | Julián Guillermo           | 28 tháng 2, 1990 (17 tuổi) |         | Academia                 |
| 7  | TĐ | Cristian Nazarit           | 13 tháng 8, 1990 (16 tuổi) |         | América de Cali          |
| 8  | TĐ | Jorge Mosquera             | 22 tháng 4, 1990 (16 tuổi) |         | Depor FC Jamundi         |
| 9  | TĐ | Santiago Tréllez           | 17 tháng 1, 1990 (17 tuổi) |         | Independiente Medellín   |
| 10 | TV | James Rodríguez            | 12 tháng 7, 1991 (15 tuổi) |         | Envigado                 |
| 11 | TV | Luis Miguel Payares Blanco | 14 tháng 1, 1990 (17 tuổi) |         | Deportivo Cali           |
| 12 | TM | Jaiber Cardona             | 19 tháng 1, 1990 (17 tuổi) |         | Escuela Carlos Sarmiento |
| 13 | HV | Carlos Ramos               | 11 tháng 2, 1990 (17 tuổi) |         | Envigado                 |
| 14 | TV | Junior Romero              | 18 tháng 2, 1990 (17 tuổi) |         | Unión Magdalena          |
| 15 | TV | Ricardo Serna              | 26 tháng 1, 1990 (17 tuổi) |         | Deportivo Cali           |
| 16 | TV | Miguel Ángel Julio         | 21 tháng 2, 1991 (16 tuổi) |         | Independiente Medellín   |
| 17 | HV | Andrés Mosquera            | 20 tháng 2, 1990 (17 tuổi) |         | Independiente Medellín   |
| 18 | TV | José Gabriel Ramírez       | 18 tháng 9, 1990 (16 tuổi) |         | Envigado                 |
| 19 | HV | Sebastián Viáfara          | 2 tháng 4, 1991 (15 tuổi)  |         | Centauros Villavicencio  |
| 20 | TV | Ricardo Villarraga         | 23 tháng 4, 1990 (16 tuổi) |         | Santa Fe                 |

### Uruguay
Huấn luyện viên:  Ronald Marcenaro
| Số | Vt | Cầu thủ                | Ngày sinh (tuổi)           | Số trận | Câu lạc bộ  |
| -- | -- | ---------------------- | -------------------------- | ------- | ----------- |
| 1  | TM | Nicola Pérez           | 5 tháng 2, 1990 (17 tuổi)  |         | Cerro Largo |
| 2  | HV | Álvaro Márquez         | 3 tháng 7, 1990 (16 tuổi)  |         | Peñarol     |
| 3  | HV | Martín González        | 9 tháng 2, 1990 (17 tuổi)  |         | Wanderers   |
| 4  | HV | Jonathan Leites        | 22 tháng 8, 1990 (16 tuổi) |         | Danubio     |
| 5  | TV | Marcelo Lacerda        | 5 tháng 7, 1990 (16 tuổi)  |         | Wanderers   |
| 6  | HV | Mathías Abero          | 9 tháng 4, 1990 (16 tuổi)  |         | Nacional    |
| 7  | TĐ | Jonathan Urretavizcaya | 19 tháng 3, 1990 (16 tuổi) |         | River Plate |
| 8  | TĐ | Mathías Guzmán         | 12 tháng 1, 1990 (17 tuổi) |         | Danubio     |
| 9  | TĐ | Santiago Silva         | 26 tháng 8, 1990 (16 tuổi) |         | Danubio     |
| 10 | TV | Mauricio Pereyra       | 15 tháng 3, 1990 (16 tuổi) |         | Nacional    |
| 11 | TV | Rodrigo Pastorini      | 4 tháng 4, 1990 (16 tuổi)  |         | Danubio     |
| 12 | TM | Darwin Nieves          | 24 tháng 6, 1990 (16 tuổi) |         | Liverpool   |
| 13 | HV | Sebastián Píriz        | 4 tháng 3, 1990 (17 tuổi)  |         | Danubio     |
| 14 | HV | Sebastián Coates       | 7 tháng 10, 1990 (16 tuổi) |         | Nacional    |
| 15 | HV | Juan Cabezas           | 25 tháng 3, 1990 (16 tuổi) |         | Danubio     |
| 16 | TV | Santiago Mastrángelo   | 6 tháng 8, 1990 (16 tuổi)  |         | Peñarol     |
| 17 | TV | Pablo Lavandeira       | 11 tháng 5, 1990 (16 tuổi) |         | Peñarol     |
| 18 | TV | Leandro Díaz           | 24 tháng 3, 1990 (16 tuổi) |         | Danubio     |
| 19 | HV | Luis Martínez          | 14 tháng 5, 1990 (16 tuổi) |         | Danubio     |
| 20 | TV | Juan Gómez             | 22 tháng 2, 1990 (17 tuổi) |         | Liverpool   |

Bản mẫu:Giải vô địch bóng đá U-17 Nam Mỹ